# Gustav Jantsch
Gustav Ludwig Jantsch (27. července 1840 Liberec – 6. července 1925 Liberec) byl rakouský podnikatel a politik německé národnosti z Čech, poslanec Českého zemského sněmu.

## Biografie
Pocházel z významné liberecké měšťanské rodiny. Jeho otec Anton Franz Jantsch měl v Liberci obchodní firmu. Gustav tento rodinný podnik převzal roku 1862 po otcově smrti. Od téhož roku také zasedal coby nástupce svého otce ve vedení místní pojišťovny Assicurazioni Generali. Od roku 1872 do roku 1892 byl činný v městském zastupitelstvu a v obdobi let 1882–1885 zastával post náměstka starosty města Liberec. Po řadu působil v čele místní pobočky Německého spolku. Byl členem obchodní a živnostenské komory v Liberci, přičemž v letech 1886–1891 působil na postu jejího prezidenta. Od roku 1907 byl ředitelem městské spořitelny, ve které se angažoval po dobu půl století. Do jejího vedení usedl již roku 1876. Byl mu udělen Řád železné koruny.
V 90. letech se zapojil i do vysoké politiky. V doplňovacích zemských volbách v prosinci 1891 byl zvolen na Český zemský sněm, kde zastupoval kurii obchodních a živnostenských komor, obvod Liberec. Rezignace byla oznámena v prosinci 1894. Byl uváděn jako oficiální kandidát sboru důvěrníků Němců v Čechách (tzv. Ústavní strana). Byl orientován jako německý liberál.
Zemřel v červenci 1925.